# Radsport-Europameisterschaften 2018
Folgende Europameisterschaften im Radsport wurden 2018 ausgetragen:
- UEC-Bahn-Europameisterschaften 2018
- UEC-Straßen-Europameisterschaften 2018
- BMX-Europameisterschaften 2018
- Mountainbike-Europameisterschaften 2018

Siehe auch:
- Europameisterschaften 2018